# وان جانسون
وان جانسون (به انگلیسی: Vann Johnson) (زادهٔ ۱۳ نوامبر ۱۹۶۰ – درگذشتهٔ ۲۷ سپتامبر ۲۰۱۷)، خواننده زن اهل آمریکا بود. او با هنرمندان و گروه‌های هنری همچون مایکل بولتون، نیل یانگ، یانی و گروه تِمپتِیشنز همکاری داشت.
ون در دو اجرای کنسرت چین و هند که با نام آلبوم احترام مشهور است یانی را همراهی کرد. در برخی از قطعات به عنوان بخشی از گروه کُر و در برخی دیگر به عنوان تک‌خوان به هنرنمایی پرداخت. آهنگ "Love is All" به عنوان اولین اثر یانی که تمامی اشعار آن به زبان انگلیسی بود، در تاج محل توسط وی خوانده شد.

## درگذشت
ون جانسن در ۲۷ سپتامبر ۲۰۱۷ در سن ۵۶ سالگی به دلیل بیماری سرطان در آمریکا درگذشت.

## اثرشناسی
آلبوم پیام (Messages) شامل ۱۰ آهنگ که ون خود در نوشتن و تولید آن نقش داشت.  تاریخ انتشار اصلی آلبوم سال ۱۹۹۹ می‌باشد. 

### آهنگ‌ها
| شماره | نام                                                       | نویسنده(ها)                                          | مدت  |
| ----- | --------------------------------------------------------- | ---------------------------------------------------- | ---- |
| ۱.    | «Now»                                                     | Demetric Collins, Vann Johnson                       | ۴:۲۰ |
| ۲.    | «Forever Yours»                                           | Demetric Collins, Vann Johnson                       | ۶:۲۵ |
| ۳.    | «Attention»                                               | Lou Pardini, Vann Johnson                            | ۴:۵۴ |
| ۴.    | «Don't Forget»                                            | Pamela Phillips Oland, Peter Roberts, Vann Johnson   | ۴:۳۱ |
| ۵.    | «Some Rules Are Made To Be Broken» (با همراهی کارن بریگز) | Lou Pardini, Vann Johnson                            | ۵:۱۶ |
| ۶.    | «Other Side Of The Sun»                                   | Pamela Phillips Oland, Paula Gallitano, Vann Johnson | ۳:۱۸ |
| ۷.    | «All The Above»                                           | Lou Pardini, Vann Johnson                            | ۴:۲۶ |
| ۸.    | «The Reasons»                                             | Demetric Collins, Vann Johnson                       | ۵:۲۵ |
| ۹.    | «No One Else»                                             | Peter Roberts, Vann Johnson                          | ۴:۳۰ |
| ۱۰.   | «Your Choice»                                             | Pamela Phillips Oland, Sam Vamplew, Vann Johnson     | ۵:۰۱ |